# György Kepes
György Kepes (Selyp, Hungría 4 de octubre de 1906 - Cambridge, Massachussetts, Estados Unidos 29 de diciembre de 2001) fue un pintor, fotógrafo, diseñador, educador y teórico del arte húngaro. 

## Biografía
Estudió en la Real Academia de Bellas Artes de Budapest. En un principio desarrolló trabajos de carácter impresionista, pero pronto se sintió atraído por el lenguaje visual abstracto propio de la vanguardia, así como también por el potencial ofrecido por las nuevas tecnologías. Al mismo tiempo, se sintió influenciado por el poeta y pintor Lajos Kassak.
A finales de la década de 1920, Kepes dejó a un lado la pintura temporalmente para centrarse en el cine. El año 1930, y tras una invitación del profesor de la Bauhaus y también húngaro Laszlo Moholy-Nagy, se trasladó a Berlín, donde trabajó como diseñador, expositor y escenógrafo. En este periodo colaboró con el psicólogo de la Gestalt Rudolf Arnheim, para quien diseñó la sobrecubierta de su libro Film als Kunt (El cine como arte), uno de los primeros libros publicados sobre teoría cinematográfica.
En 1935 Moholy-Nagy trasladó su estudio a Londres. Kepes, que seguía colaborando con él, siguió sus pasos instalándose en la capital británica, pero al poco tiempo tuvieron que emigrar a América. 
Tras su llegada a los Estados Unidos en 1937, impartió clases de diseño en  New Bauhaus en Chicago y también en la Escuela de diseño industrial de Chicago. En 1967 fundó el Centro de Estudios Visuales Avanzados (CAVS) en el Instituto de Tecnología de Massachusetts (MIT) donde trabajó hasta su retiro en 1974.
Su obra está incluida en colecciones de museos como el Whitney de Nueva York o el museo de Brooklyn. En 1995 el gobierno húngaro constituyó un museo destinado a albergar una gran parte de su obra, con pinturas, dibujos y fotografías, además de sus archivos.